# Кафрские войны
Пограничные («кафрские») войны — установившееся в исторической литературе название войн между южноафриканским народом ко́са, которых европейцы назвали кафрами, и Капской колонией в XVIII-XIX веках.
Вооружённое сопротивление ко́са европейцам продолжалось с конца 70-х годов XVIII века до начала 80-х годов XIX века (наиболее крупные военные столкновения — в 1779—1781, 1789—1793, 1799—1803, 1811—1812, 1818—1819, 1834—1835, 1846—1847, 1850—1853, 1856—1857, 1877—1879 годах).

## Начальный период противостояния
В результате первой (1779—1781), второй (1789—1793) и третьей (1799—1803) войн ко́са удалось оттеснить колонистов с части занятых ими территорий на востоке Капской колонии и практически полностью занять территорию Зуурвелда. Восстановить контроль над этими землями британским властям удалось только в 1811—1812 годах в результате четвертой «кафрской» войны. Англичане, окончательно овладевшие Капом в 1806 году, изгнали все общины коса, находившиеся западнее реки Грейт-Фиш (около 20 тысяч человек), за пределы Капской колонии. Войска уничтожали все, что могло быть использовано африканцами для поддержания жизни. Стадами быков вытаптывались посевы, уничтожались жилища. Все эти действия сопровождались крайней жестокостью. Впервые в своей истории коса столкнулись с тактикой тотальной войны и не смогли ей ничего противопоставить.
После победы в войне англичанами была установлена новая система пограничного контроля на востоке Капской колонии. Вдоль границы была создана цепь военных постов, из которых осуществлялось патрулирование прилегающих территорий. Были также введены ограничения на торговлю с пограничными общинами коса, любая торговая деятельность подданных Короны на территориях за пределами колонии признавалась незаконной.

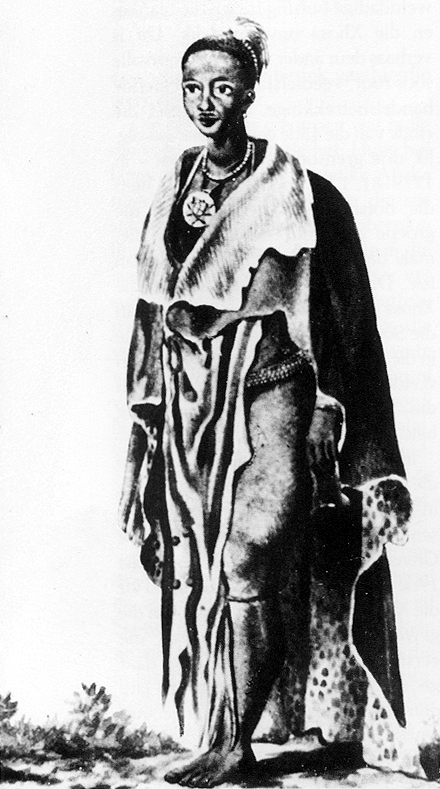
Правитель амаХахабе коса Нгкика, 1803 г.

## «Закрытие» границы и подчинение коса

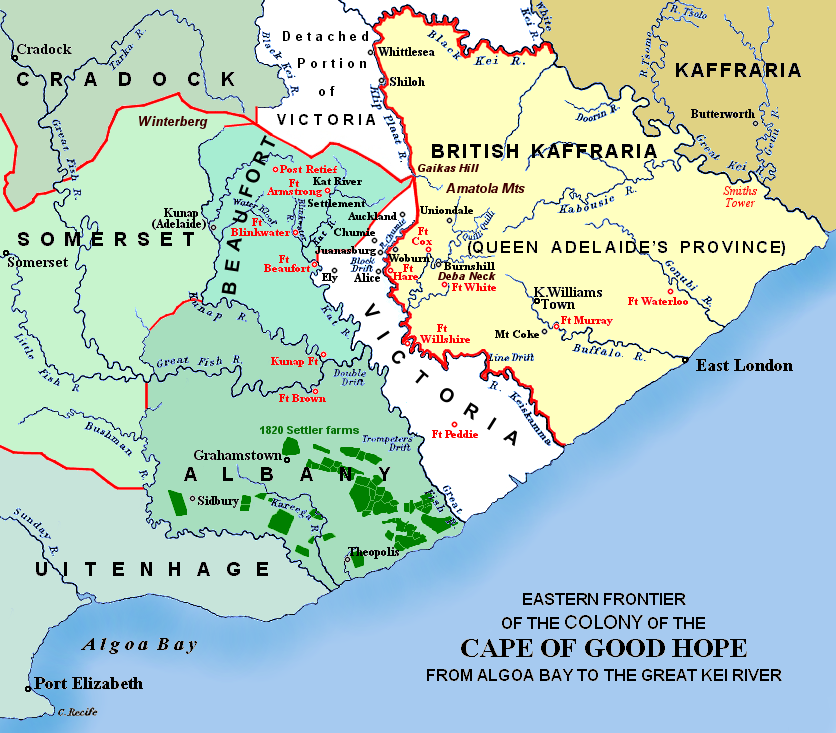
Восточная граница Капской колонии в 1830—1840-е годы

В 1817 году состоялась встреча губернатора Ч. Сомерсета с Нгкикой. Губернатор потребовал от Нгкики прекратить воровство скота и возложил на него ответственность за порядок на границе. Согласно свидетельству африканца, бывшего очевидцем встречи, Нгкика ответил Сомерсету: «Наши порядки отличаются от ваших, у вас один вождь, но у нас не так. Хотя я большой человек и правитель коса, однако каждый вождь сам правит и руководит своими собственными людьми».
Под угрозой наведенных на него артиллерийских орудий и ружей Нгкика был вынужден согласиться на все условия. В результате на него была возложена ответственность за поведение коса по всей границе с Капской колонией и возврат фермерам украденного скота. В октябре 1818 года в сражении у Амалинде Нгкика потерпел сокрушительное поражение от своего дяди Ндламбе. В ответ колониальные войска перешли реку Грейт-Фиш, считавшуюся восточной границей Капской колонии, напали на Ндламбе и его союзников, захватив при этом 23 тыс. голов скота. Эта экспедиция послужила поводом начала новой пограничной («кафрской») войны, вошедшей в историю под названием «Война Нкселе» — по имени прорицателя, пользовавшегося в то время огромным авторитетом среди коса. Нкселе встал во главе сопротивления коса колонистам.
Нкселе удалось собрать 10 тыс. воинов. 23 апреля 1819 г. он возглавил атаку объединенных сил коса на Грэхэмстаун, административный центр приграничного дистрикта Олбани. Нкселе уверял своих последователей, что он был послан Утлангой (Великим духом) отомстить за все их обиды, и что он обладал властью призвать на помощь в войне с англичанами умерших предков. Вместе они прогонят захватчиков обратно в море, а затем «сядут на землю и будут вкушать мед». Он призывал не страшиться ружей, так как его магия защитит ко́са от пуль и обратит их в простую воду. Этим надеждам не суждено было сбыться. Несмотря на проявленный героизм, граничивший с крайним фанатизмом, когда воины буквально шли с открытой грудью под пули, коса потерпели очередное сокрушительное поражение.
Итоги войны для коса были неутешительны. Только в сражении у Грэхэмстауна коса потеряли до 1,5 тыс. чел. убитыми, земли коса были разорены, колонисты захватили и угнали тысячи голов скота, значительная часть территорий коса в междуречье рек Грейт-Фиш и Кейскамма была отторгнута английскими властями. Здесь была образована так называемая Нейтральная территория, призванная служить буфером между Капской колонией и независимыми африканскими общинами.
В 1835 году в результате очередной «кафрской войны» губернатор Б. Д’Урбан аннексировал значительную часть территорий коса к западу от реки Кей. Находившийся у власти в Великобритании, либеральный кабинет вигов дезавуировал действия губернатора и были восстановлены прежние границы Капской колонии. Правительство снова попыталось вернуться к политике ограничения контактов между колонистами и коса. Но эта система не просуществовала длительное время. В колонии в первой половине XIX века ощущался острый дефицит свободных земель. В 1830—1840 годах одним из главных пунктов обращений колонистов к английским властям было требование расширения границ колонии. Британские власти пересмотрели в 1840-х годах систему пограничных отношений. С этого времени начинается новый натиск на вождества коса, что привело к двум войнам в 1846—1847 и 1850—1853 гг., соответственно, и аннексии значительной части территорий коса, образовавших отдельное владение британской короны — Британскую Кафрарию.

## Пророчество Нонгг’авусе и массовый забой скота
В начале 1856 года по всей восточной границе Капской колонии распространилось новое пророчество. Его провозвестницей стала юная девушка Нонгг’авусе, которой, по её словам, явились посланники давно умерших предков. Они велели передать всем живущим, что мертвые готовятся восстать, но для этого люди должны убить весь свой скот, так как он стал «нечистым» из-за того, что они ухаживали за ним руками, «загрязнёнными» колдовством. Также для выполнения пророчества необходимо было перестать возделывать землю и уничтожить все свои запасы. Тогда их предки восстанут, и к людям вернётся изобилие.
Подавляющее большинство амакоси (вождей) и простых общинников ко́са безоговорочно поверили предсказаниям Нонгг’авусе. Около 85 % всех взрослых мужчин Британской Кафрарии и Транскея (так со второй половины XIX века стали называть территории к западу от реки Кей), являвшихся главами домохозяйств, уничтожили весь свой скот и посевы. Было убито 400 тысяч голов скота, а от последовавшего за этим голода умерло 40 тысяч человек. Еще примерно столько же покинуло свои дома в поисках пропитания. Население Британской Кафрарии, насчитывавшее в начале 1857 года 104 тысячи человек, к его концу составляло 37 тысяч. По всей Британской Кафрарии и в Транскее можно было наблюдать ужасные сцены. Были отмечены случаи каннибализма.
Ко́са были настолько дезорганизованы, что на целых два десятилетия потеряли способность активного сопротивления. Как указывал южноафриканский историк Дж. Тил, ко́са сами признавали впоследствии, что до этого момента они не были завоеваны. В 1835, 1847, 1853 годах они заключали мир с целью получить передышку в войне, но, уничтожив все средства к существованию, они сами себя погубили.
Воспользовавшись тем, что в результате этих событий ко́са были полностью дезорганизованы и не могли оказать сопротивления, английская администрация захватила две трети территорий, принадлежавших африканцам в Британской Кафрарии под предлогом, что те оставили её. Все амакоси, участвовавшие в массовом забое скота, лишались субсидий. Наиболее авторитетные и влиятельные лидеры ко́са, Макома и Сандиле, были арестованы и отправлены в заключение.
На освободившихся территориях были расселены германские легионеры — солдаты, нанятые британским правительством для войны с Россией в 1854—1856 гг. Земли в Южной Африке были им предоставлены в качестве платы за службу. Как указывал генерал-губернатор Капской колонии Дж. Грей, это должно было решить проблему взаимоотношений с ко́са раз и навсегда. Ко́са должны были быть выселены со своих земель или ассимилированы европейцами.